# Jeff Cooper
Jeff Cooper (s polnim imenom John Dean Cooper), ameriški podpolkovnik, »oče« sodobnega strelstva, * 10. maj 1920, Los Angeles (ZDA), † 25. september 2006, Gunsite, Arizona (ZDA).

## Življenjepis
Jeff Cooper je vstopil v vojaško službo malo pred vstopom ZDA v drugo svetovno vojno. S Korpusom mornariške pehote je sodeloval v mnogih bitkah na Pacifiku in dosegel čin podpolkovnika. Po vojni se je vrnil v civilno življenje, a se je ob izbruhu Korejske vojne ponovno aktiviral.
Po tej vojni je postal vnet zagovornik obrambnega strelstva, ki ga je želel povdigniti v šport, kar mu je z ustanovitvijo American Pistol Institute-a (API) leta 1976 tudi uspelo. V tej ustanovi je učil osnove obrambnega strelstva s pištolo, šibrenico in puško ter iz tega ustvaril močno in izjemno cenjeno podjetje. Sam je bil glavni inštruktor, poleg klasičnega inštruiranja pa je napisal tudi vrsto knjig s strelsko tematiko. Bil je tudi urednik revije Guns & Ammo. Svoje podjetje je vodil do leta 1992, ko ga je prodal.
Jeff Cooper je tudi ustanovil Konfederacije strelskih zvez za praktično streljanje (IPSC) in bil njen dosmrtni častni predsednik. 
Umrl je naravne smrti na svojem posestvu Gunsite v ameriški zvezni državi Arizona.

## Sodobna strelska tehnika
Cooperjeva sodobna strelska tehnika je bila prva tehnika, ki je zagotovila dejansko uporabno vrednost pištole kot osebno obrambno orožje. Korenito je spremenila koncept streljanja s kratkocevnim orožjem, poudarja pa dvoročno streljanje v tako imenovanem weaverjevem stavu. Do takrat je bilo namreč v navadi učenje streljanja z uporabo le »močne roke«. Cooper je osnove svoje strelske tehnike, ki je, z manjšimi popravki, v uporabi še danes, strnil v pet točk:
- Uporaba po možnosti polavtomatske pištole velikega kalibra
- Weaverjev stav
- Opazovanje merkov med oddajo strela
- Plitvo dihanje
- Strel mora strelca presenetiti

## Osnovna varnostna pravila Jeffa Cooperja
- 1. Vedno ravnam z vsakim orožjem, kakor da je napolnjeno.
- 2. Nikoli ne usmerjam orožja v smer, v katero ne nameravam streljati.
- 3. Vedno se prepričam o svoji tarči, kaj je pred in kaj za njo.
- 4. Dokler ni orožje usmerjeno v tarčo, imam prst vedno odmaknjen od sprožilca.

## Stanje pripravljenosti orožja po Cooperju
Cooper je v strelstvo vpeljal naslednje izraze za opis stanja pripravljenosti orožja:
- Stanje ena (Condition One): Naboj v ležišču, kladivce napeto, orožje zavarovano
- Stanje dva (Condition Two): Naboj v ležišču, spuščeno kladivce
- Stanje tri (Condition Three): Ležišče naboja prazno, nabojnik vstavljen v orožje
- Stanje štiri (Condition Four): Ležišče naboja prazno, nabojnik ni vstavljen v orožje